# Jouef

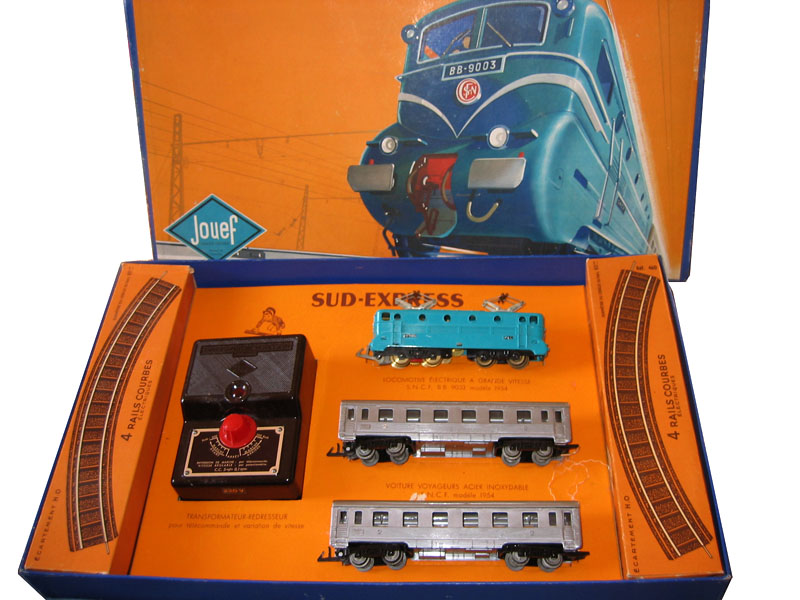
Tågsätt av Jouef i H0 (1955)

Jouef var ett franskt företag som tillverkade modelljärnvägar och tillbehör. Företaget gick i konkurs år 2001.